# Aridisol

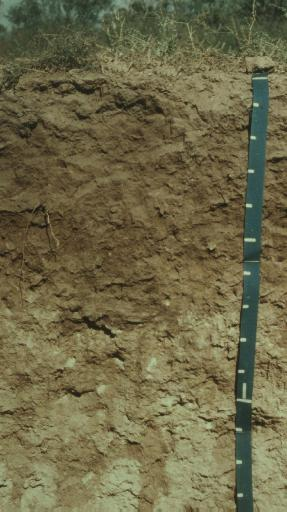
Un perfil de aridisol

Los aridisoles (o suelos desérticos) son un orden de suelos en la taxonomía de suelos del USDA. Los aridisoles (del latín aridus, "seco", y solum ) se forman en un clima árido o semiárido. Los aridisoles dominan los desiertos y los matorrales xéricos, que ocupan aproximadamente un tercio de la superficie terrestre de la Tierra. Los aridisoles tienen una concentración muy baja de materia orgánica, lo que refleja la escasez de producción vegetativa en estos suelos secos. La deficiencia de agua es la principal característica definitoria de los Aridisoles. También se requiere edad suficiente para exhibir meteorización en el subsuelo y desarrollo. La lixiviación limitada en aridisoles a menudo resulta en uno o más horizontes de suelo subsuperficiales en los que se han depositado minerales suspendidos o disueltos: arcillas de silicato, sodio, carbonato de calcio, yeso o sales solubles. Estos horizontes del subsuelo también pueden estar cementados por carbonatos, yeso o sílice. La acumulación de sales en la superficie puede provocar salinización.
En la Base de Referencia Mundial de Recursos Suelos (WRB), la mayoría de los Aridisoles pertenecen a los Calcisoles, Gipsisoles, Durisoles y Solonchaks.